# جیبوتی (شهر)
شهر بندری جیبوتی پایتخت جمهوری جیبوتی است. این شهر دقیقاً در آنچه شاخ آفریقا محسوب می شود قرار دارد. و دارای بیش از ۶۵۰ هزار نفر جمعیت است که عمده جمعیت جمهوری جیبوتی را تشکیل می دهد. همچنین مساحت آن نیز طبق مقایسه حدوداً دو برابر شهر مشهد در ایران است! این شهر، بندری به خلیج عدن دارد. از آنجایی که در این خلیج تقریباً بیشتر از هر جایی، دزدان دریایی تردد دارند‌؛ دولت جیبوتی در آب های سرزمینی این کشور و خصوصاً شهر جیبوتی، نیروی گارد ساحلی و تفنگداران دریایی ارتش خود را مستقر کرده است. تاکنون این دزدان چندین بار به نزدیکی آب های جیبوتی آمده‌اند و با گارد ساحلی جیبوتی درگیری های شدیدی داشته اند. بخش عمده این شهر در شبه جزیره‌ای است که خلیج عدن را از خلیج تاجوره تمایز می دهد.

## تاریخچه
شهر جیبوتی در سال ۱۸۸۸ به عنوان یک بندر توسط فرانسوی‌ها بنیاد شده.
در سال ۱۸۹۱ یکی از سفرنامه‌ها گزارش می‌دهد که شهر جیبوتی دچار بحران هویت بوده است زیرا «پایتختی سکونتی و یکجانشینی برای قومی کوچ‌نشین است، شهری آفریقایی که مانند یک شهر اروپایی طراحی شده، نوعی هنگ‌کنگ فرانسوی در کنار دریای سرخ».

## جغرافیا
امروزه ۶۵۰٬۰۰۰ نفر جمعیت دارد.
این شهر در شبه جزیره‌ای قرار دارد که خلیج عدن را از خلیج تاجوره جدا می‌کند.